# Finale della Coppa del mondo per club FIFA 2013
La finale della 10ª edizione della Coppa del mondo per club FIFA si è tenuta sabato 21 dicembre 2013 allo Stadio di Marrakech tra i tedeschi del Bayern Monaco, vincitori della UEFA Champions League 2012-2013, e i marocchini del Raja Casablanca, campioni nazionali del Paese ospitante (eventualità che non si verificava dall'edizione inaugurale del 2000). Per la seconda volta ha avuto accesso all'atto conclusivo della manifestazione una squadra affiliata alla CAF (l'ultima volta era successo nel 2010).

## Il cammino verso la finale
Il Bayern Monaco, qualificato di diritto alla semifinale in qualità di campione d'Europa, ha battuto per 3-0 il Guangzhou, campione della AFC Champions League 2013.
Il Raja Casablanca, dopo essersi qualificato ai quarti di finale battendo per 2-1 l'Auckland City, vincitore della OFC Champions League 2011-2012, ha avuto la meglio prima per 2-1 sul Monterrey, campione della CONCACAF Champions League 2012-2013, e poi per 3-1 sull'Atlético Mineiro, campione della Coppa Libertadores 2013.

## La partita
La gara ha visto un chiaro dominio da parte del Bayern Monaco che dopo neanche mezzora di gioco conduceva già la partita per 2-0: il primo gol è stato realizzato al 7' dal brasiliano Dante mentre il raddoppio è arrivato al 22' grazie allo spagnolo Thiago su assist di Alaba. Da quel momento in avanti l tedeschi si sono limitati ad amministrare il risultato senza correre particolari pericoli.
Per il Bayern Monaco si è trattato del primo titolo nella competizione, dopo aver vinto due edizioni della Coppa Intercontinentale (1976 e 2001). Con questo successo i tedeschi hanno portato a casa il quinto titolo del 2013 dopo il campionato, la Coppa nazionale, la UEFA Champions League e la Supercoppa UEFA.

## Tabellino
| Arbitro: | Sandro Ricci |

|                     |           |  |
| Dante 7’ Thiago 22’ | Marcatori |  |

| Bayern Monaco | Raja Casablanca |

| POR           | 1  | Manuel Neuer          |  |     |
| DIF           | 13 | Rafinha               |  |     |
| DIF           | 17 | Jérôme Boateng        |  |     |
| DIF           | 4  | Dante                 |  |     |
| DIF           | 21 | Philipp Lahm (c)      |  |     |
| CEN           | 27 | David Alaba           |  |     |
| CEN           | 11 | Xherdan Shaqiri       |  | 80’ |
| CEN           | 6  | Thiago                |  |     |
| CEN           | 39 | Toni Kroos            |  | 60’ |
| CEN           | 7  | Franck Ribéry         |  |     |
| ATT           | 25 | Thomas Müller         |  | 76’ |
| Sostituzioni: |    |                       |  |     |
| POR           | 22 | Tom Starke            |  |     |
| POR           | 32 | Lukas Raeder          |  |     |
| DIF           | 5  | Daniel Van Buyten     |  |     |
| DIF           | 15 | Jan Kirchhoff         |  |     |
| DIF           | 26 | Diego Contento        |  |     |
| CEN           | 8  | Javi Martínez         |  | 60’ |
| CEN           | 19 | Mario Götze           |  | 80’ |
| CEN           | 23 | Mitchell Weiser       |  |     |
| CEN           | 34 | Pierre-Emile Højbjerg |  |     |
| CEN           | 37 | Julian Green          |  |     |
| ATT           | 9  | Mario Mandžukić       |  | 76’ |
| ATT           | 14 | Claudio Pizarro       |  |     |
| Allenatore:   |    |                       |  |     |
| Pep Guardiola |    |                       |  |     |

| POR             | 61 | Khalid Askri           |     |     |
| DIF             | 3  | Zakaria El Hachimi     |     |     |
| DIF             | 27 | Ismail Belmaalem       |     |     |
| DIF             | 16 | Mohamed Oulhaj         | 55’ |     |
| DIF             | 21 | Adil Kerrouchi         |     |     |
| CEN             | 99 | Issam Erraki           |     |     |
| CEN             | 28 | Kouko Guehi            |     |     |
| CEN             | 8  | Chemseddine Chtibi     |     | 50’ |
| CEN             | 5  | Mouhcine Moutouali (c) |     |     |
| CEN             | 18 | Abdelilah Hafidi       |     | 88’ |
| ATT             | 20 | Mouhcine Iajour        |     | 78’ |
| Sostituzioni:   |    |                        |     |     |
| POR             | 1  | Yassine El Had         |     |     |
| POR             | 37 | Brahim Zaari           |     |     |
| DIF             | 4  | Ahmed Rahmani          |     |     |
| DIF             | 17 | Rachid Soulaimani      | 79’ | 78’ |
| DIF             | 31 | Idrissa Coulibaly      |     |     |
| CEN             | 7  | Déo Kanda              |     |     |
| CEN             | 24 | Vianney Mabidé         |     | 50’ |
| CEN             | 26 | Ismail Kouchame        |     |     |
| CEN             | 30 | Redouane Dardouri      |     |     |
| ATT             | 9  | Abdelmajid Eddine      |     |     |
| ATT             | 10 | Badr Kachani           |     | 88’ |
| ATT             | 25 | Yassine Salhi          |     |     |
| Allenatore:     |    |                        |     |     |
| Faouzi Benzarti |    |                        |     |     |